# Litopyllus realisticus
Espèce
Synonymes
- Nodocion realisticus Chamberlin, 1924

Litopyllus realisticus est une espèce d'araignées aranéomorphes de la famille des Gnaphosidae.

## Distribution
Cette espèce est endémique de Basse-Californie du Sud au Mexique,.

## Description
Les femelles mesurent de 5,83 à 7,67 mm. 

## Publication originale
- Chamberlin, 1924 : The spider fauna of the shores and islands of the Gulf of California. Proceedings of the California Academy of Sciences, sér. 4, vol. 12, p. 561-694 (texte intégral).